# Zweckgemeinde
Die Zweckgemeinde in der Schweiz ist ein Vorschlag für eine wirtschaftlich orientierte Form der interkommunalen Zusammenarbeit (Gemeinde-Zusammenarbeit), der am Konzept der Spezialgemeinde (z. B. Schulgemeinde, Kirchgemeinde) anknüpft. Trotz der Namensähnlichkeit unterscheidet sich das neue Modell der Zweckgemeinde grundlegend vom bewährten Zweckverband.

## Zweckgemeinde alsneues Föderalismus-Modell
Die Zweckgemeinde wird als eine direktdemokratische oder basisdemokratische, flexible, funktionale, transparente (auch finanziell), wirtschaftliche, öffentlich-rechtliche Körperschaft auf Gemeinde-Ebene, mit unmittelbarer (auch finanzieller) Verantwortung der Behörden gegenüber den Bürgern beschrieben. Sie wurde 1997 von Bruno S. Frey (Universität Zürich) und Reiner Eichenberger (Universität Freiburg) entwickelt und wird von ihnen auch als neues Föderalismus-Modell propagiert.

## Functional Overlapping Competing Jurisdiction(FOCJ) Konzept
Die sogenannte Zweckgemeinde ist eine Anwendung des theoretischen Konzeptes der Functional Overlapping Competing Jurisdiction, sie wurde unter anderem 2003/04 im Kanton Zürich, Schweiz, seinem Verfassungsrat und in der öffentlichen Vernehmlassung diskutiert. Sie zeichnet sich durch ihre vier grundlegenden Eigenschaften des FOCJ-Begriffs aus:
- funktional
- überlappend
- wettbewerblich
- Jurisdiktionen mit Steuerhoheit und Zwangsgewalt

Sie eignet sich für intensive Zusammenarbeit zwischen Gemeinden auf Grundlage von flexiblen, staatsorganisatorischen Prinzipien (direkte Demokratie, Autonomie, Freiwilligkeit). Die Zweckgemeinde ist im Rahmen der ihr durch die Gesetze und die Bürger übertragenen Aufgaben autonom und abschliessend zuständig.
Die Zweckgemeinde soll den Gemeinden ermöglichen, flexibel und eng zusammenzuarbeiten, ohne den radikalen Weg einer Gemeindefusion nehmen zu müssen. Damit erleichtern die Zweckgemeinden Strukturreformen auf kommunaler Ebene und ermöglichen diese überhaupt, da in erster Linie unbestrittene vorhandene Synergiepotenziale gezielt genutzt werden. Dieser prozessorientierte Reformansatz stellt eine Alternative zu einem statischen Ansatz dar, der von theoretisch berechneten Gemeindegrössen ausgeht.

## Historische Formen
In der Schweiz bestehen seit langem ähnliche Gebilde in Form von Bürger-, Kirch-, Schul- und Zivilgemeinden, die sich bewährt haben, was auch empirische Untersuchungen bestätigen. Die Vielfalt der Gemeinden in der Schweiz ist eine Stärke, sie reflektiert die mannigfaltigen Anforderungen an den heutigen Staat. Diese differenzierte Struktur kann jedoch vor allem aus zwei Gründen an die Grenzen ihrer Leistungsfähigkeit stossen: Wenn ineffiziente Mechanismen des Finanzausgleichs eine künstliche Zersplitterung, zu kleine Gemeindegebiete, suboptimale Grössen und Koordinationsabreize zur Folge haben und wenn im Rahmen von Formen der interkommunalen Zusammenarbeit grundlegende Organisationsprinzipien verletzt würden. Zudem verschärfen auch einzelne gesetzliche Rahmenbedingungen die Situation, wenn z. B. für Behörden eine Wohnsitzpflicht gilt, was zu einem Mangel an fähigem Nachwuchs für Gemeindebehörden führen kann.

## Zweckgemeinden in Kantonsverfassungen
Das Modell der Zweckgemeinde wurde noch von keinem Kanton eingeführt und ist noch nie in der Praxis erprobt worden. Verschiedene Kantone (Luzern, Aargau usw.) haben die Zweckgemeinden ausdrücklich abgelehnt. Unter anderem befürchten sie eine Zersplitterung der Gemeindelandschaft verbunden mit einer Schwächung der politischen Gemeinde, eine Verkomplizierung der politischen Strukturen, eine Überforderung der Stimmberechtigten sowie dass das Milizsystem an die Grenzen stossen würde und der Finanzausgleich und die Aufteilung des Steuersubstrats kaum lösbar wären. Verschiedene Kantone wollen zweckgemeindeähnliche Strukturen (Schul- oder Sozialgemeinden) abschaffen.
Die neue Zürcher Verfassung enthält als ein Kompromiss im Sinn der Verfechter von Zweckgemeinden (Carmen Walker Späh et al.) Bestimmungen, die die traditionellen Zweckverbände, die sich grundlegend von den Zweckgemeinden unterscheiden, zu Zweckgemeinden werden lassen, ohne die Zweckgemeinde beim Namen zu nennen.

### Artikel 92: Zweckverbände (Verfassung des Kantons Zürich)
- Zur gemeinsamen Erfüllung einer oder mehrerer Aufgaben können sich die Gemeinden zu Zweckverbänden zusammenschliessen.
- Sie können dazu verpflichtet werden, wenn wichtige öffentliche Interessen es erfordern. Das Gesetz regelt das Verfahren.
- Zweckverbände sind selbstständige Körperschaften des öffentlichen Rechts. Sie regeln ihre Aufgaben und ihre Organisation in Statuten.